# Mark Rathbun
Mark C. "Marty" Rathbun,  född 1957, är en före detta ledare inom scientologikyrkan som sedermera blivit en visselblåsare för missförhållanden och lämnat kyrkan. 